# Kanton Courseulles-sur-Mer
Der Kanton Courseulles-sur-Mer ist eine französische Verwaltungseinheit im Département Calvados in der Region Normandie. Er umfasst 21 Gemeinden aus den Arrondissements Bayeux und Caen. Bei der landesweiten Neuordnung der französischen Kantone wurde er 2015 neu geschaffen.

## Gemeinden
Der Kanton besteht aus 21 Gemeinden mit insgesamt 28.822 Einwohnern (Stand: 1. Januar 2022) auf einer Gesamtfläche von 103,60 km²:
| Gemeinde                   | Einwohner 1. Januar 2022 | Fläche km² | Dichte Einw./km² | Code INSEE | Postleitzahl | Arrondissement |
| -------------------------- | ------------------------ | ---------- | ---------------- | ---------- | ------------ | -------------- |
| Anisy                      | 796                      | 4,19       | 190              | 14015      | 14610        | Caen           |
| Arromanches-les-Bains      | 431                      | 1,37       | 315              | 14021      | 14117        | Bayeux         |
| Asnelles                   | 641                      | 2,52       | 254              | 14022      | 14960        | Bayeux         |
| Banville                   | 802                      | 4,68       | 171              | 14038      | 14480        | Bayeux         |
| Basly                      | 1.043                    | 3,92       | 266              | 14044      | 14610        | Caen           |
| Bazenville                 | 144                      | 4,07       | 35               | 14049      | 14480        | Bayeux         |
| Bernières-sur-Mer          | 2.446                    | 7,66       | 319              | 14066      | 14990        | Caen           |
| Colomby-Anguerny           | 1.356                    | 5,61       | 242              | 14014      | 14610        | Caen           |
| Courseulles-sur-Mer        | 4.202                    | 7,92       | 531              | 14191      | 14470        | Caen           |
| Crépon                     | 222                      | 5,42       | 41               | 14196      | 14480        | Bayeux         |
| Cresserons                 | 1.078                    | 3,59       | 300              | 14197      | 14440        | Caen           |
| Douvres-la-Délivrande      | 5.123                    | 10,71      | 478              | 14228      | 14440        | Caen           |
| Graye-sur-Mer              | 767                      | 6,54       | 117              | 14318      | 14470        | Bayeux         |
| Langrune-sur-Mer           | 1.893                    | 4,74       | 399              | 14354      | 14830        | Caen           |
| Luc-sur-Mer                | 3.295                    | 3,64       | 905              | 14384      | 14530        | Caen           |
| Meuvaines                  | 137                      | 7,36       | 19               | 14430      | 14960        | Bayeux         |
| Plumetot                   | 203                      | 1,23       | 165              | 14509      | 14440        | Caen           |
| Saint-Aubin-sur-Mer        | 2.125                    | 3,03       | 701              | 14562      | 14750        | Caen           |
| Saint-Côme-de-Fresné       | 252                      | 4,31       | 58               | 14565      | 14960        | Bayeux         |
| Sainte-Croix-sur-Mer       | 244                      | 2,08       | 117              | 14569      | 14480        | Bayeux         |
| Ver-sur-Mer                | 1.622                    | 9,01       | 180              | 14739      | 14114        | Bayeux         |
| Kanton Courseulles-sur-Mer | 28.822                   | 103,60     | 278              | 1411       | –            | –              |

## Veränderungen im Gemeindebestand seit der landesweiten Neuordnung der Kantone
2016: Fusion Anguerny und Colomby-sur-Thaon → Colomby-Anguerny

## Politik
| Vertreter im Departementrat | Vertreter im Departementrat      | Vertreter im Departementrat |
| Amtszeit                    | Namen                            | Partei                      |
| --------------------------- | -------------------------------- | --------------------------- |
| 2015–                       | Christine Durand Cédric Nouvelot | DVD                         |